# Осмица мачева (тарот карта)
Осмица мачева је тарот карта мале Аркане. Тарот карте се користе широм Европе за играње карташких игара.

## Прорицање
Жена је везана и везана за очи у кавезу са мачевима. Ово је картица "проклет ако то урадиш, проклет био ако не урадиш". 